# Nigel
Nigel er en fiktiv person fra Det hemmelighedsfulde selskab. han er gode venner med Allan  Quatermain. Nigel spiller Allan Quatermain da regeringen skal bruge hjælp. Nigel bliver skudt da en flok fjender skyder ham. Han overlevede tilsyneladende. 
Nigel bliver spillet af David Hemmings.